# Чуйков, Семён Афанасьевич
Семён Афанасьевич Чуйко́в (17 [30] октября 1902, Пишпек, Семиреченская область — 18 мая 1980, Москва) — советский, российский и киргизский художник-живописец, педагог. Народный художник СССР (1963). Лауреат двух Сталинских премий (1949, 1951). Один из основоположников современного изобразительного искусства Кыргызстана.

## Биография

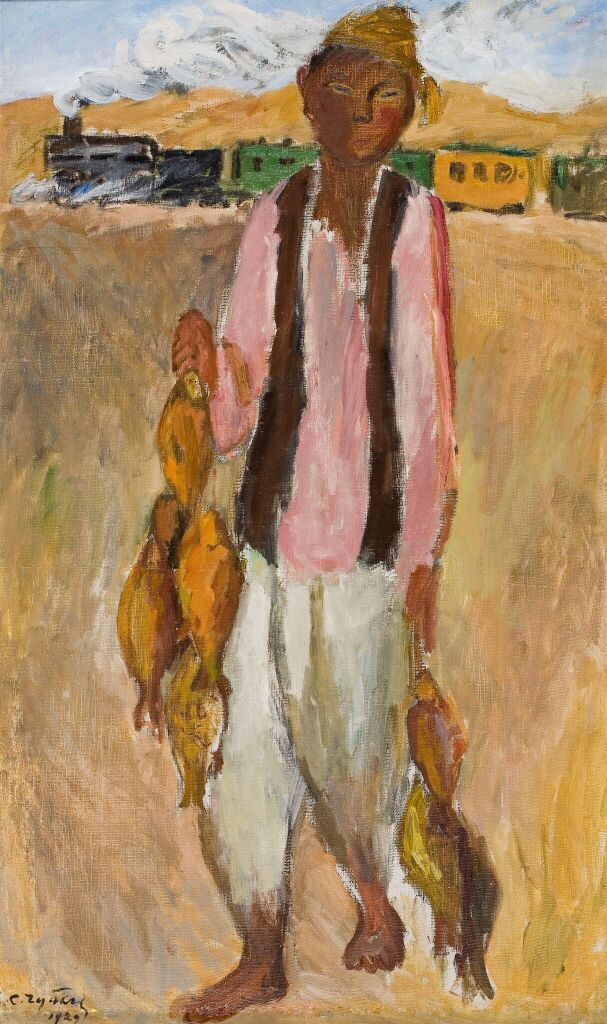
«Мальчик с рыбой», дипломная работа Семёна Чуйкова во ВХУТЕМАСе, 1929 г.
Новая Третьяковка.

Родился в Пишпеке (ныне Бишкек, Кыргызстан) в русской семье. Отец служил военным писарем.
В 1918—1919 годах учился в учительской семинарии в Верном у Николая Хлудова, в 1920—1921 — в художественной школе в Ташкенте, в 1924—1930 — во ВХУТЕМАСе (мастерская Роберта Фалька) в Москве.
В 1930—1932 годах преподавал в Институте пролетарского изобразительного искусства (ныне Институт живописи, скульптуры и архитектуры имени И. Е. Репина) в Ленинграде.
Начинал как литератор-очеркист.
С 1933 года вся его творческая жизнь связана с Кыргызстаном. Создал художественный музей, в первые фонды которого музеи Москвы и Ленинграда передают десятки произведений известных русских и советских художников: К. Коровина, Н. Рериха, В. Тропинина, Верещагина и др.
В 1935 году в республике открылась художественная студия, на основе которой в 1939 году было открыто художественное училище, носящее сегодня имя С. А. Чуйкова.
Первая персональная выставка художника прошла в 1938 году в Москве. Художник продолжал творить, и в 1939 году в Доме писателей в Москве состоялась II персональная выставка его произведений.
В 1950-1960-е годы много путешествовал: Индия, Италия, Франция, Греция, Болгария. Из этих стран привёз богатый материал в виде разнообразных этюдов, карандашных набросков. Жанровые картины и пейзажи, посвящённые людям и природе Кыргызстана, Индии (триптих «О простых людях Индии», 1957—1960).
В 1947—1948 годах преподавал в Московском художественном институте им. В. И. Сурикова.
Председатель Оргкомитета Союза художников Киргизской ССР (1933), председатель Союза художников Киргизской ССР (1934—1937, 1941—1943). Действительный член АХ СССР (1958). Член Союза художников СССР.
В 1966 году подписал письмо 25-ти деятелей культуры и науки генеральному секретарю ЦК КПСС Л. И. Брежневу против реабилитации И. В. Сталина.
Последние годы жизни провёл в России, в Москве. Похоронен на Кунцевском кладбище.

### Семья
- жена — Евгения Алексеевна Малеина (1903—1984)[5], Заслуженный художник РСФСР[6].
  - сын — Иван Чуйков (1935—2022), российский художник.
    - внучка — Евгения Чуйкова-Маевская.

  - сын — Василий Чуйков (род. 1940).

## Картины

«Дочь Советской Киргизии» в постоянной экспозиции Новой Третьяковки в Москве, 2019 г.

Картины Семёна Чуйкова находятся в собраниях Новой Третьяковки в Москве, Русского музея и Эрмитажа в Санкт-Петербурге, Красноярского Государственного художественного музея им. В.И. Сурикова, Иркутского областного художественного музея и Национального музея искусств имени Гапара Айтиева в Бишкеке.

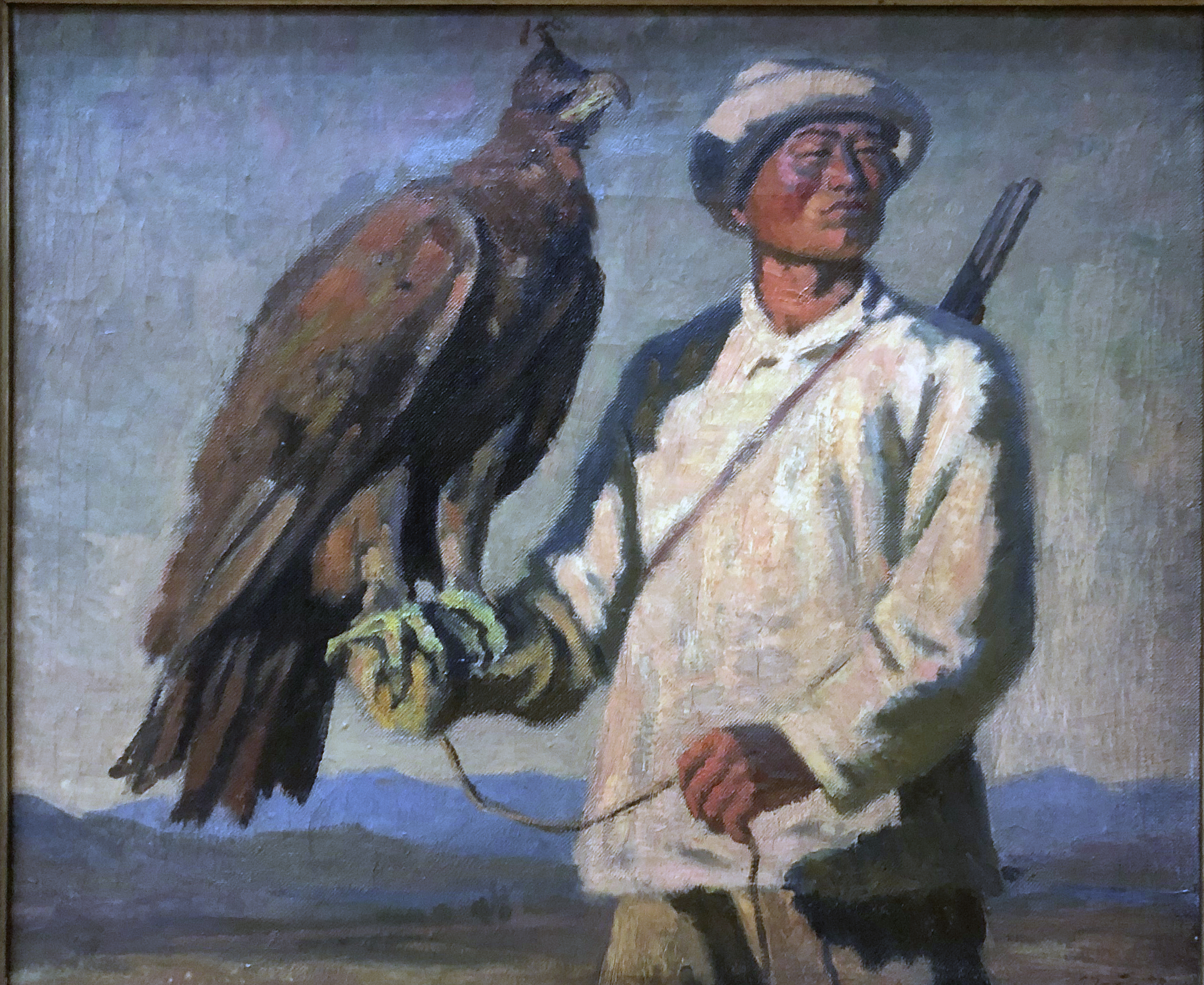
«Киргизский охотник с беркутом», 1938 г. Национальный музей искусств имени Гапара Айтиева.
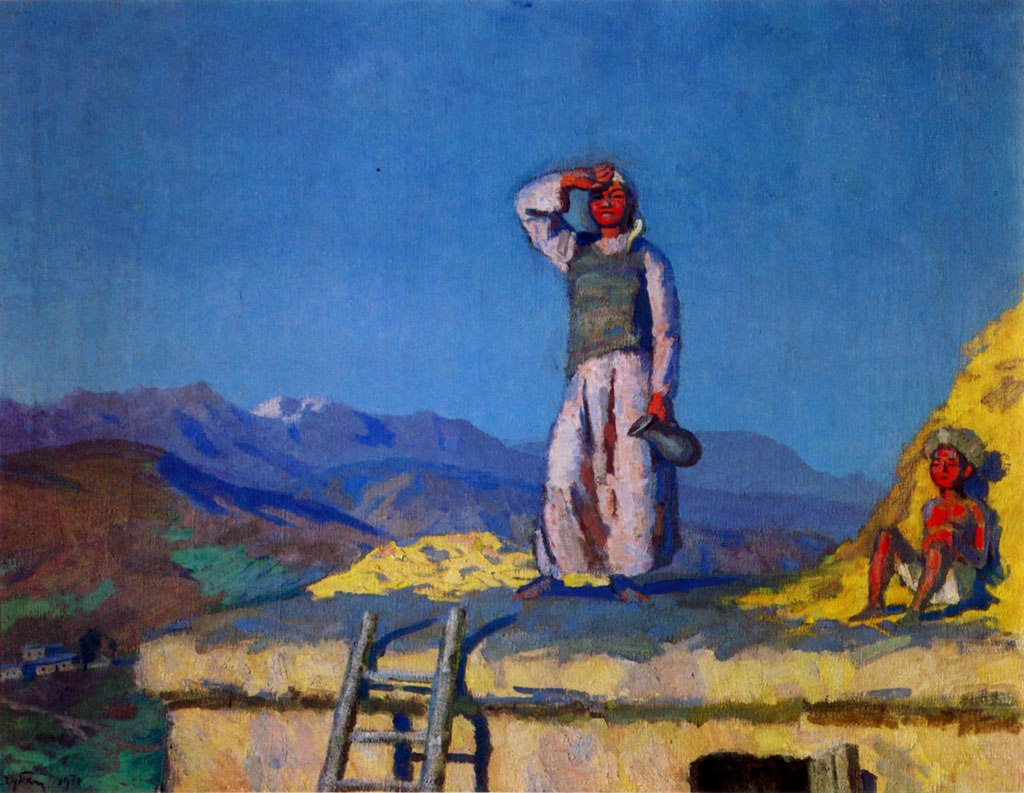
«Утро Киргизии», 1930-е гг. Новая Третьяковка.
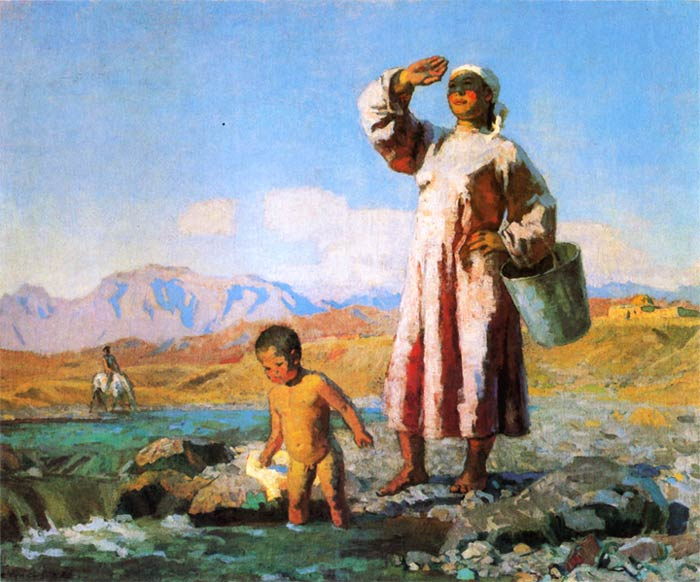
«Утро», 1947 г. Новая Третьяковка.
«Дочь Советской Киргизии», 1948 г. Новая Третьяковка.
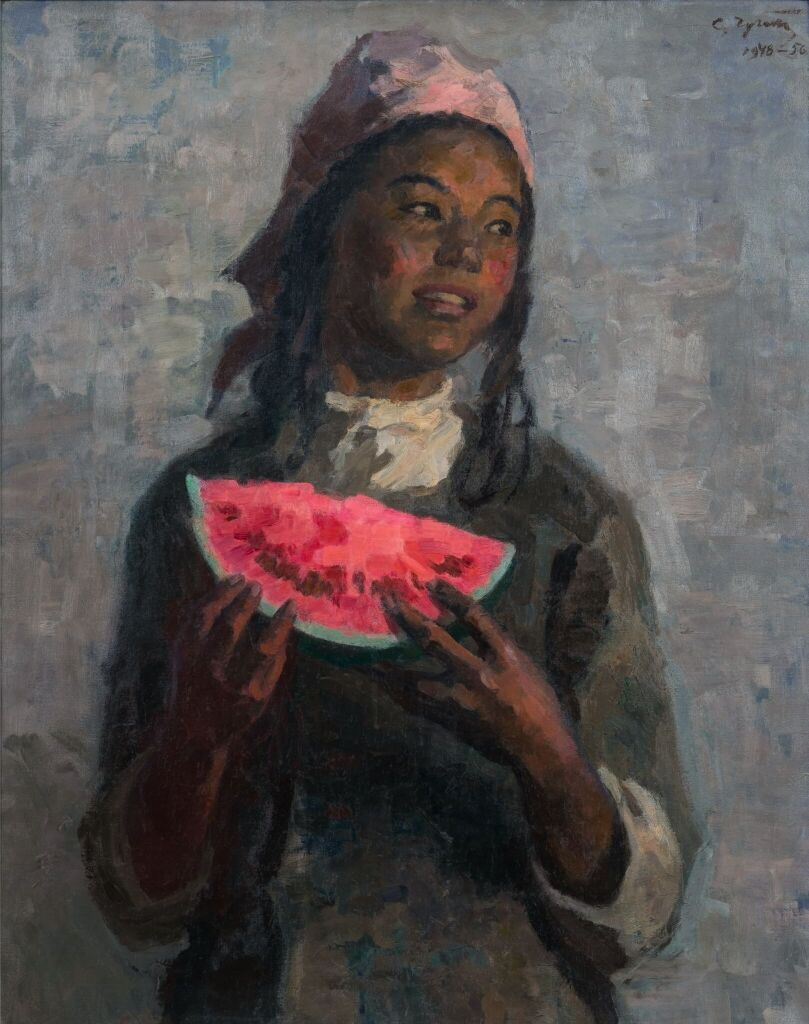
«Дочь чабана», 1948-1956 гг. Новая Третьяковка.
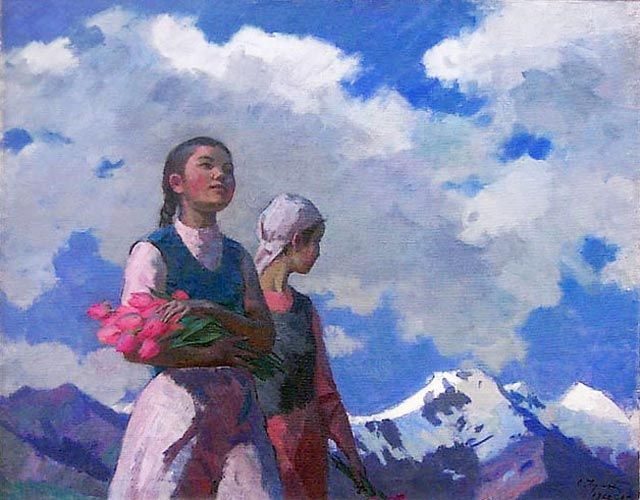
«Цветы Киргизии», 1962-1965 гг. Иркутский областной художественный музей.
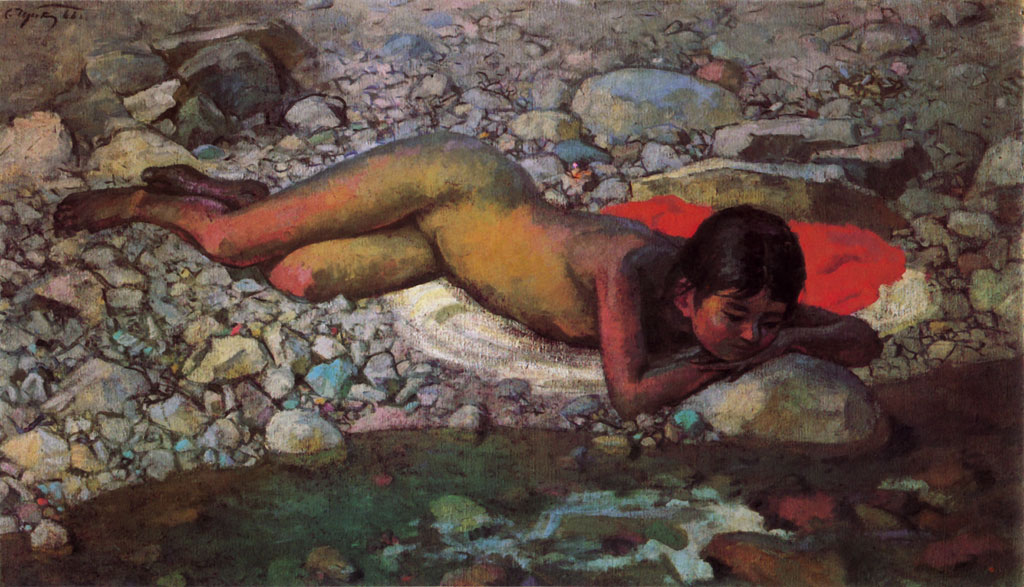
«Живая вода», 1966 г. Новая Третьяковка.
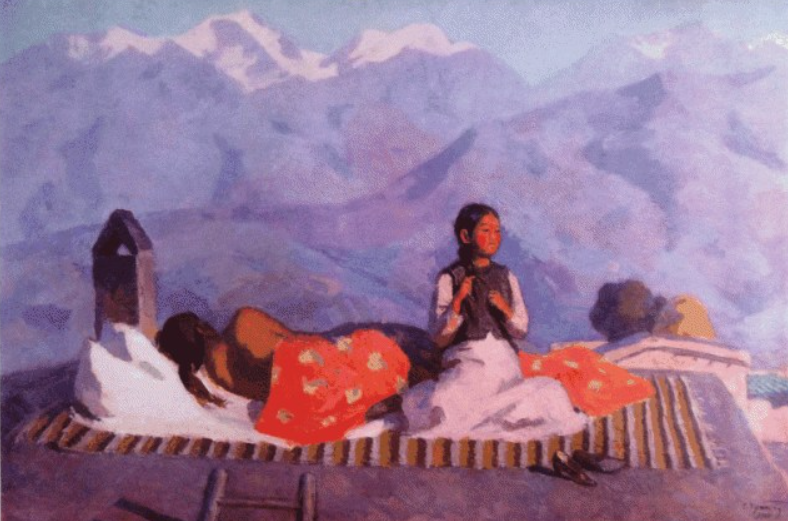
«Утро в горном селении», 1967 г. Эрмитаж.

## Книги
- Образы Индии (1956)
- Заметки художника (1962)
- Итальянский дневник (1966)

## Награды и звания
- Золотая медаль АХ СССР (1980)[7]
- Государственная премия Киргизской ССР имени Токтогула Сатылганова (1972) — за цикл картин «У нас в Киргизской ССР»
- Орден Ленина (1972)
- Премия им. Джавахарлала Неру (Индия, 1967)
- Медаль «За трудовое отличие» (1964)
- Народный художник СССР (1963)
- Народный художник РСФСР (1958)
- Орден Трудового Красного Знамени (1958)
- Золотая медаль Всемирной выставки в Брюсселе (1958) — за картины «Дочь Советской Киргизии» и «Дочь чабана»
- Сталинская премия третьей степени (1951) — за картины «На мирных полях моей Родины», «У подножья Тянь-Шаня», «Утро в совхозе»
- Сталинская премия второй степени (1949) — за серию картин «Киргизская колхозная сюита»[8]
- Народный художник Киргизской ССР (1944)
- Орден «Знак Почёта» (7 июня 1939) — за выдающиеся заслуги в деле развития киргизского театрального искусства
- Заслуженный деятель искусств Киргизской ССР (1938)
- Орден Трудового Красного Знамени
- Орден «Знак Почёта»
- Орден «Кирилл и Мефодий» I степени (НБР)
- Медаль «За доблестный труд в Великой Отечественной войне 1941—1945 гг.»
- Медаль «В ознаменование 100-летия со дня рождения Владимира Ильича Ленина»

## Память
- В Бишкеке открыт Дом-музей С. А. Чуйкова[9], Кыргызское государственное художественное училище имени Чуйкова, одна из центральных улиц города названа именем Чуйкова.

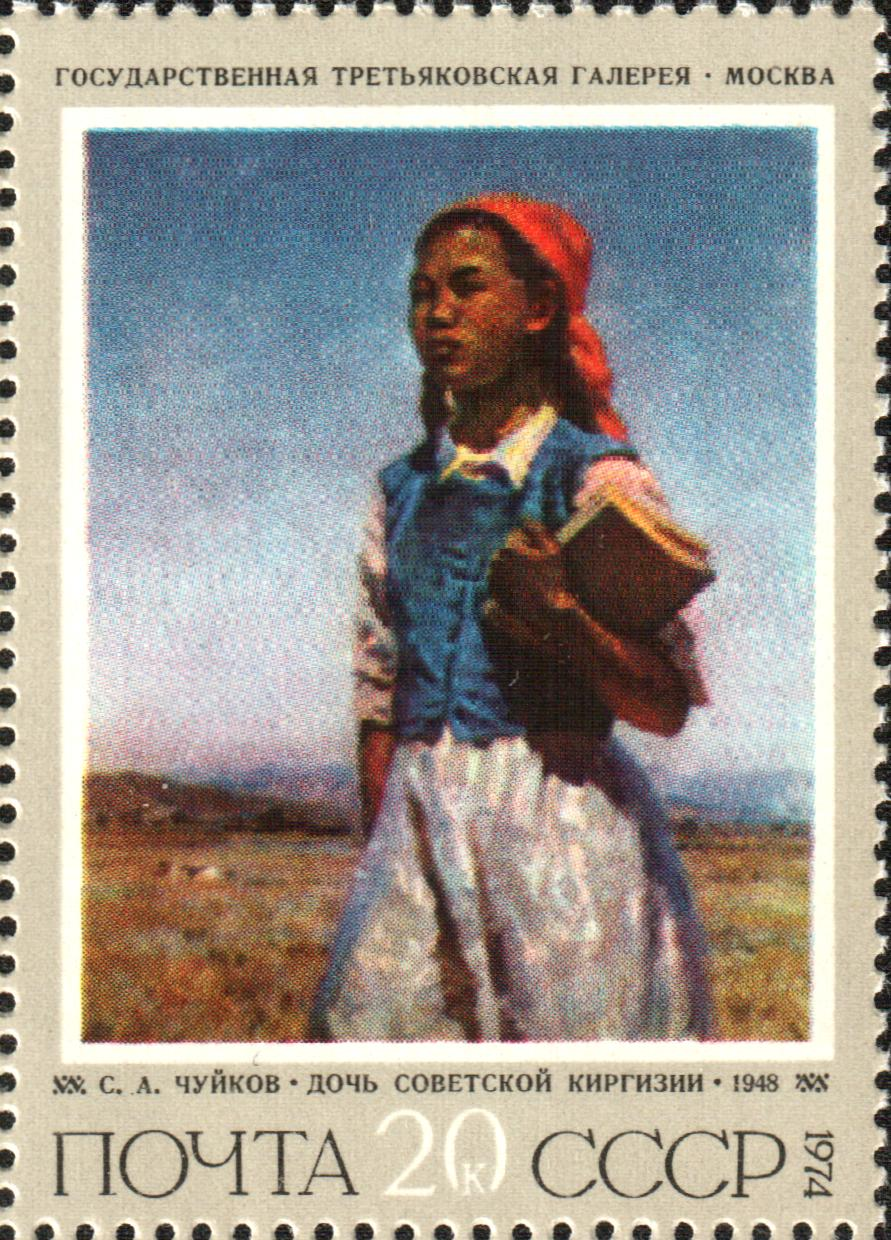
Картина «Дочь советской Киргизии» на почтовой марке СССР 1973 года.